# Coelorinchus hubbsi
Coelorinchus hubbsi är en fiskart som beskrevs av Matsubara, 1936. Coelorinchus hubbsi ingår i släktet Coelorinchus och familjen skolästfiskar. Inga underarter finns listade i Catalogue of Life.